# Цариград Трнов
Цариград Трнов је титула трновских патријарха с почетка 13. века. Постепено, у литератури тог времена, назив је пренет у град.
Свети Сава је донео признање Трновске патријаршије од источних патријаршија и упокојио се у граду. Тада су његове мошти пренете у Србију.